# Help Wanted (SpongeBob Pantaloni Pătrați)
Help Wanted (în română: Prima zi de muncă/Se  caută angajați) este primul episod din serialul de animație SpongeBob Pantaloni Pătrați. Episodul a fost difuzat pentru prima dată pe canalul de televiziune Nickelodeon pe data de 1 mai 1999.